# Mira telescópica térmica
Una mira telescópica térmica o visor telescópico de infrarrojos es un aparato de observación que combina una mira telescópica y una cámara termográfica compacta. Se puede montar sobre una variedad de armas pequeñas, así como sobre algunas armas más pesadas.
Igual que en los visores nocturnos clásicos, los visores de infrarrojos pueden funcionar en una oscuridad total. El alcance térmico puede ser muy útil en entornos con nieve puesto que la extrema diferencia de temperaturas entre la nieve y una fuente de calor (como por ejemplo el cuerpo humano) crea un alto contraste visual entre ambos. Esto facilita la localización de cualquier fuente de calor contrastándola con el fondo de temperatura más baja.

## Nueva generación
Los cazadores utilizan frecuentemente visores térmicos para ayudar a detectar las presas, como jabalíes, coyotes o roedores. La capacidad visual de ver incluso en la oscuridad completa, permite que el cazador pueda detectar y tenga conciencia de posibles presas, facilitándole una captura rápida y precisa. La nueva generación de armas térmicas tiene funciones de uso compartido y es compatible con sitios web que comparten vídeos, incluyendo YouTube. Toda la aventura de tiro se registra con el dispositivo de imágenes térmicas y se reenvía con una aplicación de teléfono móvil. El fichero se transfiere mediante una red wifi y los clips de vídeo se pueden copiar directamente en un sitio web para compartir los vídeos o bien se pueden almacenar en una tarjeta SD para verlos posteriormente, en un ordenador personal o en un televisor. Los visores térmicos de nueva generación son fabricados por compañías como Flir y Pulsar, siendo utilizados principalmente, como los de la generación anterior,  por militares y cazadores.